# Arnold Hasse
Arnold Hasse (ur. 10 grudnia 1873 w Hohendamerau w Prusach Wschodnich, zm. 14 maja 1933 w Berlinie) – niemiecki polityk lokalny, nadburmistrz Torunia w latach 1911–1919 i Głogowa w latach 1922–1933.

## Życiorys
Urodził się w rodzinie ziemianina Heinricha Hasse, właściciela majątku Hohendamerau na terenie powiatu welskiego. Był uczniem gimnazjum w Królewcu, następnie studiował prawo na tamtejszym uniwersytecie. Po ukończeniu studiów (i uzyskaniu doktoratu praw) pracował jako urzędnik, był asesorem komisarycznym w sądach i prokuraturach (Królewiec, Kłajpeda, Tylża). W latach 1902–1904 pracował w magistracie królewieckim, od 1904 był radcą miejskim we Wrocławiu.
W marcu 1911 został wybrany na nadburmistrza Torunia. Od początku swego urzędowania energicznie dążył do unowocześnienia, uporządkowania i upiększenia miasta. Za jego sprawą w Toruniu pojawiły się pierwsze automaty telefoniczne. Przyczynił się do przekazania władzy w mieście Polakom w styczniu 1920 po decyzjach traktatu wersalskiego w sprawie przynależności państwowej Torunia. Przeszedł wówczas na krótko na stanowisko nadprezydenta prowincji Prusy Wschodnie, by jesienią 1921 zostać nadburmistrzem Głogowa. Funkcję pełnił z ramienia Niemieckiej Partii Ludowej przez 12 lat, odsunięty został w maju 1933 po dojściu do władzy Adolfa Hitlera. Zaledwie dziesięć dni po przymusowym urlopie zmarł nagle w Berlinie, pochowany został na cmentarzu Waldfriedhof.